# Palais de la Sécession
Le palais de la Sécession a été construit à Vienne, en Autriche, par Joseph Maria Olbrich en 1897. 
Il s'agissait alors d'un manifeste architectural et d'une salle d'exposition pour la Sécession viennoise, un groupe d'artistes rebelles envers la conception ancienne des arts.

## Le bâtiment
Dans le bâtiment se trouve la frise Beethoven de Gustav Klimt, l'une des œuvres les plus largement connues du Jugendstil, une branche de l'Art nouveau. Le bâtiment fut financé par  Karl Wittgenstein le père de Ludwig Wittgenstein.
Détails de la frise Beethoven :

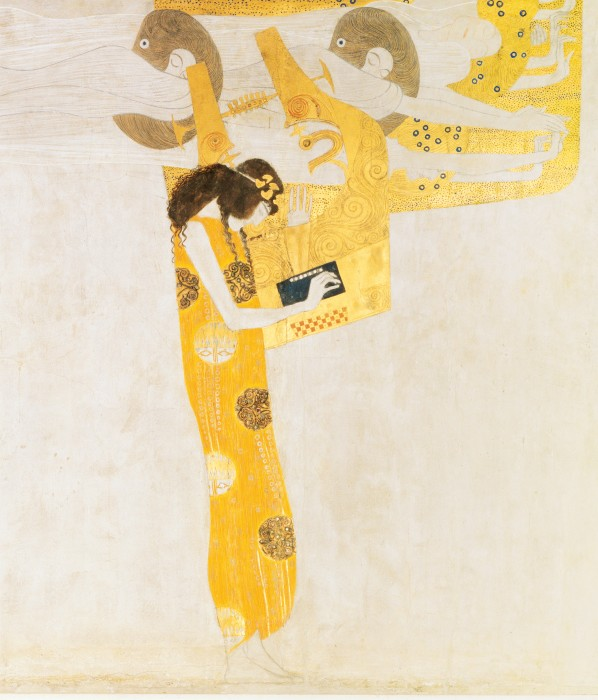
Détail : Les génies et la poésie (Genien und Poesie)
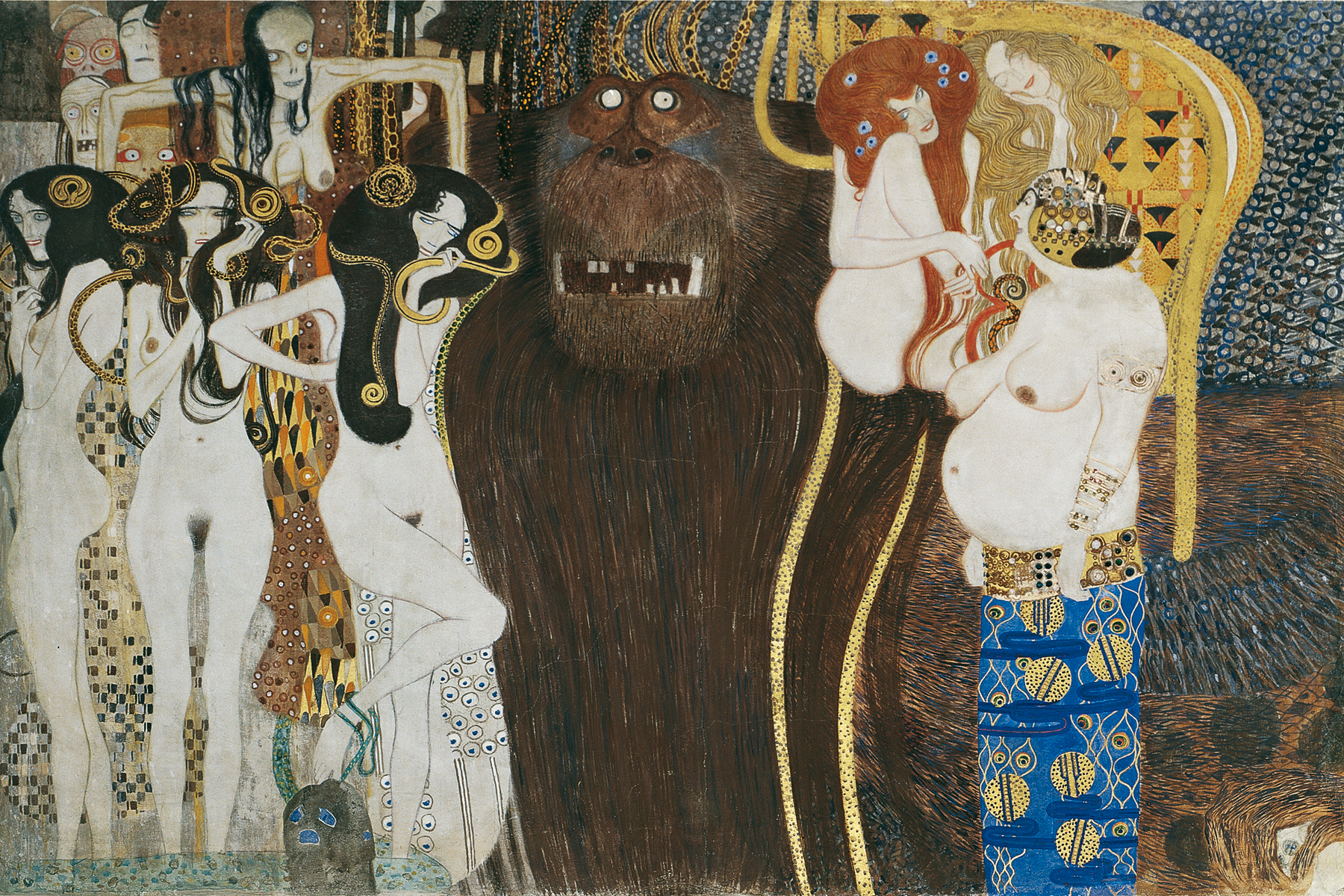
Détail : Die feindlichen Gewalten)
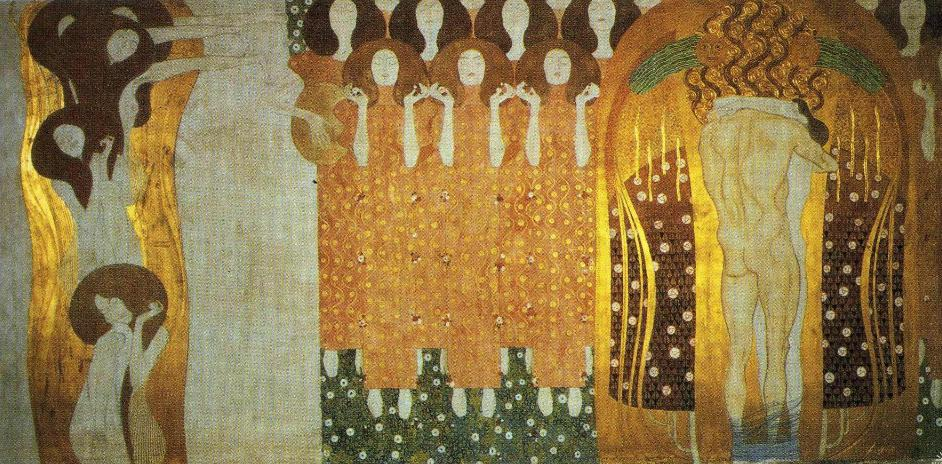
Détail : Ce baiser au monde entier (Diesen Kuss der ganzen Welt)

La devise de la Sécession est écrite sur l'édifice, au-dessus de l'entrée : « À chaque époque son art, à chaque art sa liberté » (en allemand : Der Zeit ihre Kunst. Der Kunst ihre Freiheit). En dessous se trouve une sculpture de trois gorgones représentant la peinture, la sculpture et l'architecture. À gauche de la porte figure la devise latine Ver sacrum, qui renvoie au rite antique du printemps sacré et donnera son nom à la revue du groupe dès janvier 1898.
Le bâtiment a été sélectionné pour figurer sur l'une des pièces de collection autrichiennes : la pièce commémorative de 100 euros, émise le 10 novembre 2004. Sur l'autre face se trouve une vue de la salle.
Le bâtiment apparaît aussi (avec une perspective différente) sur la pièce de monnaie autrichienne de 50 centimes.